# Les Chevaliers du guet
Pour plus de détails, voir Fiche technique et Distribution.
Les Chevaliers du guet (Arizona Terrors) est un film américain réalisé par George Sherman, sorti en 1942.

## Fiche technique
- Titre français : Les Chevaliers du guet[2]
- Titre original : Arizona Terrors
- Réalisation : George Sherman
- Scénario : Taylor Caven et Doris Schroeder
- Photographie : Ernest Miller
- Montage : Lester Orlebeck (en)
- Musique : Cy Feuer (en)
- Pays de production : États-Unis
- Format : Noir et blanc - 1,37:1
- Genre : western
- Durée : 56 minutes
- Date de sortie : 
  - États-Unis : 1942
  - France : 12 octobre 1949[2]

## Distribution
- Donald Barry : Jim Bradley
- Lynn Merrick : Lila Adams
- Al St. John : Hardtack
- Reed Hadley : Jack Halliday alias Don Pedro de Berendo
- John Maxwell : Larry Madden
- Frank Brownlee : Henry Adams
- Rex Lease : Deputy Briggs
- Lee Shumway : Shériff Wilcox
- Tom London : Rancher Wade